# Paul Diomede
Paul Diomede (ur. 21 lutego 1970 w Jersey City) – amerykański aktor i scenarzysta.

## Filmografia

### Aktor
- Musimy porozmawiać o Kevinie (2011) jako Corrections Officer, Al
- W imieniu armii (2009) jako Motorcycle Cop
- City Island (2009) jako Working Class Guy
- Gliniarze z Brooklynu (2009) jako Arguing Man
- 25 godzina (2002) jako Simon

### Scenarzysta
- Mali prorocy (1997)